# Caratacus Stone

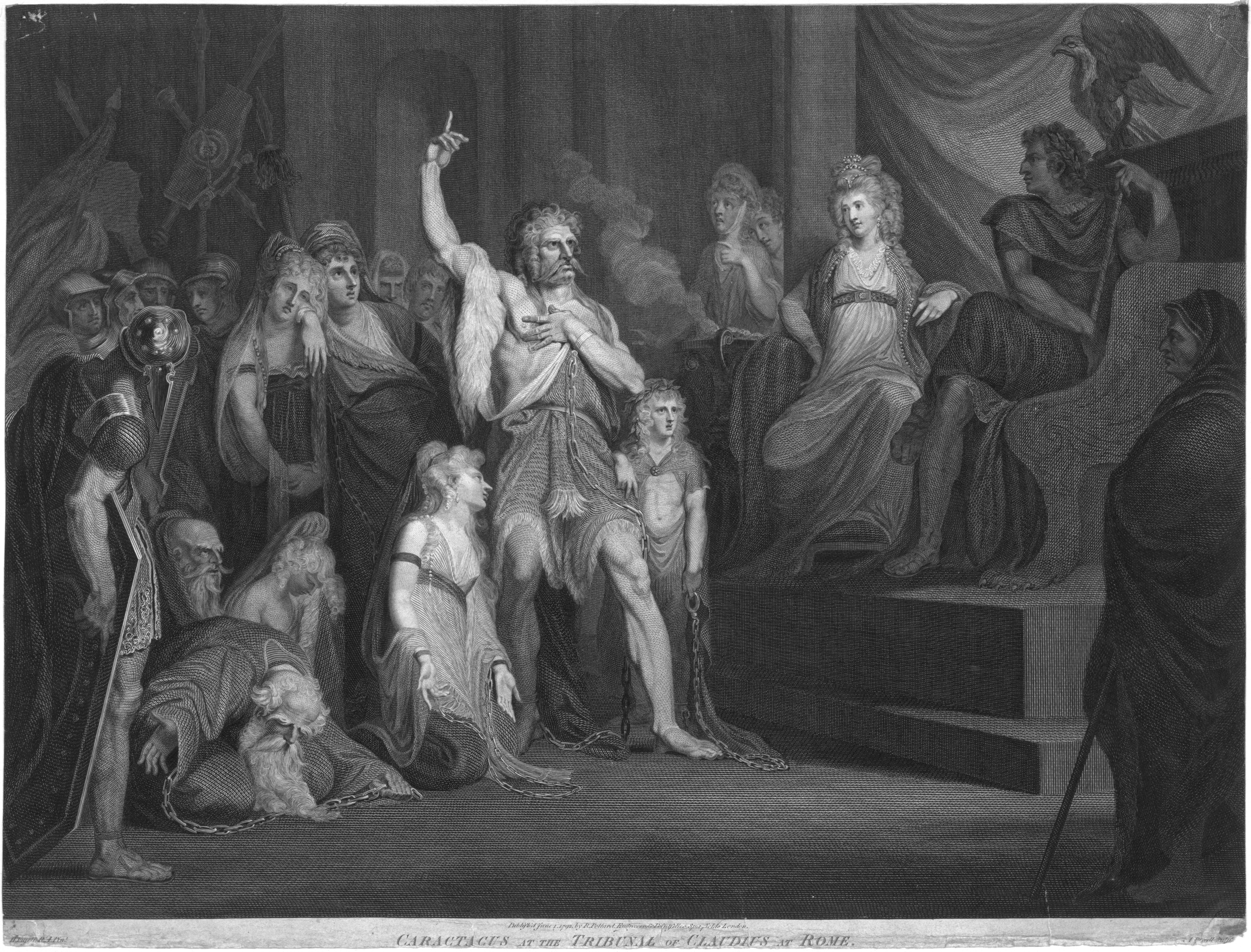
Caratacus vor dem Tribunal in Rom

Der Caratacus Stone liegt im Exmoor in der Grafschaft Somerset (England) östlich der „Spire Cross“ genannten Straßenkreuzung, 370 m hoch nahe dem Gipfel des Winsford Hill. Sogar Antiquaren ist dieser Stein, der den Namen von Caratacus (die lateinische Form von Caradoc) trägt, kaum bekannt. Thomas Acland errichtete über dem Stein einen Schutzbau um den Monolithen vor Erosion zu schützen. 

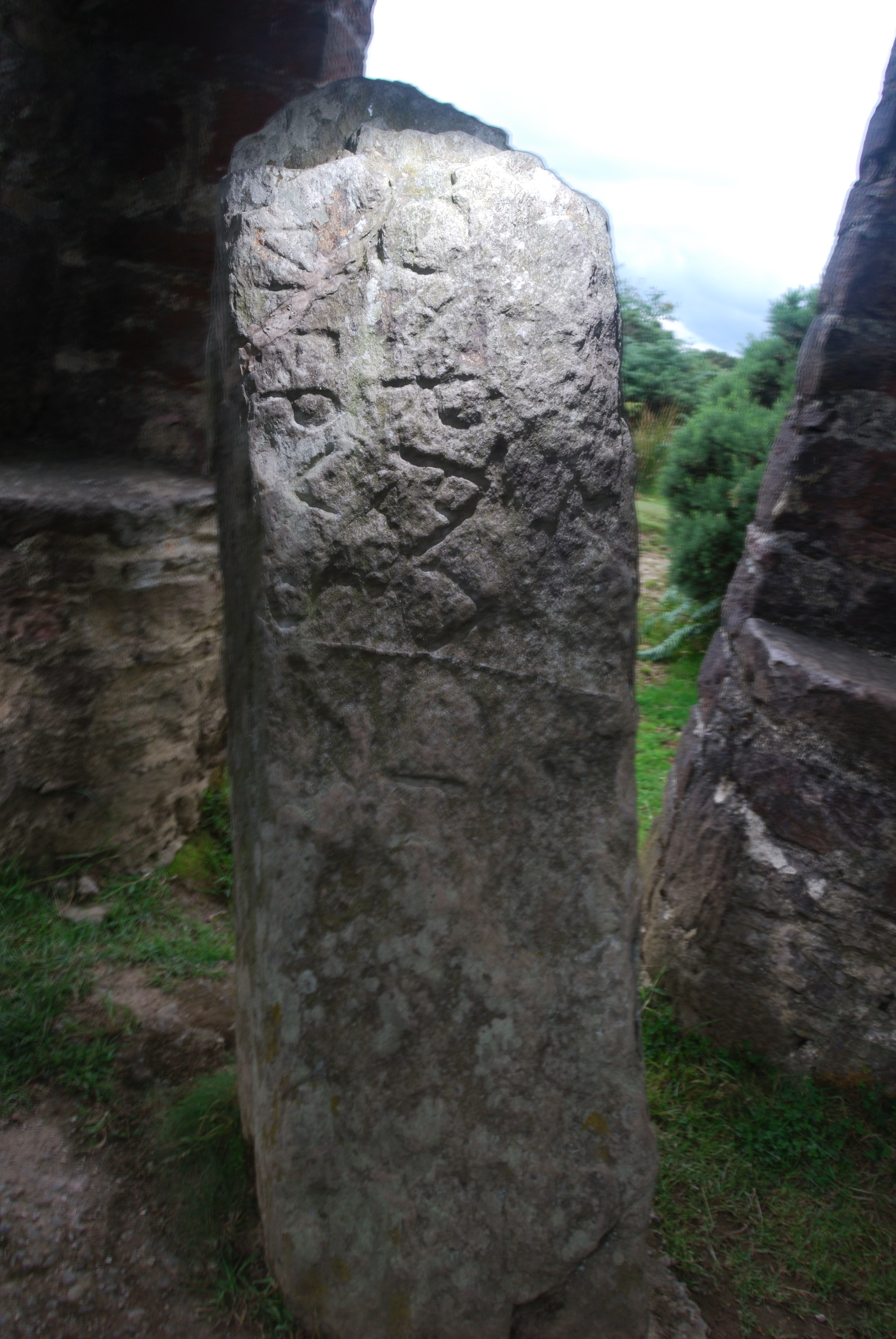
Caratacus Stone

Er ragt mehr als 0,9 m aus dem Boden. Auf seiner Ostseite sind (wahrscheinlich im 4. Jahrhundert) zwei Worte in zwei Linien eingeschnitzt worden. Abwärts gelesen steht dort:
- CARATACI
- NEPVS

„Neffe von Caradoc“  Der Stein gedenkt anscheinend eines Verwandten jenes britischen Anführers, der mit Togodumnus 43 n. Chr. gegen die römische Invasion Widerstand leistete, aber bei der Schlacht im Medway unterlag.
Der Menhir (englisch Standing Stone) wird in Aufzeichnungen aus den Jahren 1219 und 1279 erwähnt, aber Ursprung und Geschichte des Steins sind umstritten. Einige halten ihn für prähistorisch, anderer für romano-britisch oder aus den Dark Ages stammend. Sicher ist der Schriftzug römischer Provenienz, aber der Historiker S. H. Burton hält den Stein für älter.
Auf dem Winsford Hügel liegen auch die Wambarrows, drei runde Grabhügel (ein vierter im Südosten) nördlich der B3223 (Straße). Eine Straße verbindet den Caratacus Stone mit der Brücke von Tarr Steps im Tal der Exe.

## Legende
Der alte Stein soll ein Ort sein, wo ein Schatz vergraben liegt. Es gibt auch eine alte Sage, dass „geisterhafte Gespanne um Mitternacht in Richtung des Steins fahren“ – aber dies bezieht sich wahrscheinlich auf die alte nicht weit entfernte Kreuzung.